# Cosenza Calcio
Cosenza Calcio – włoski klub piłkarski z siedzibą w Cosenzy. Obecnie występuje w rozgrywkach Serie C.

## Historia
Klub został założony w 1914 roku jako Cosenza Calcio 1914. W sezonie 1961/1962 po raz pierwszy wystąpił w rozgrywkach Serie B. W 1983 roku zwyciężył w Pucharze Anglo-Włoskim. W sezonie 1991/1992 Cosenza zajęła piąte miejsce w tabeli drugiej ligi, co jest najlepszym rezultatem w historii zespołu. Od tego czasu drużyna notowała coraz gorsze wyniki. Podczas rozgrywek 2002/2003 zajęła dziewiętnaste miejsce w Serie B i spadła do trzeciej ligi.
W 2003 roku do rozgrywek został przyjęty nowo powstały zespół o nazwie AS Cosenza FC i zajął on siódme miejsce w Serie D. W czerwcu 2004 roku klub z powodu problemów finansowych został zawieszony przez Włoską Federację. W 2004 roku ponownie został dopuszczony do rozgrywek Serie D, a następnie zmieniono nazwę klubu na AS Cosenza Calcio. W sezonach 2005/2006 i 2006/2007 zajmował on kolejno trzecią oraz czwartą lokatę w lidze i przegrywał baraże o awans do Serie C2.
W 2007 roku piłkarze klubu przenieśli się do nowo powstałego Fortitudo Cosenza. W sezonie 2007/2008 drużyna zajęła pierwsze miejsce w swojej grupie w Serie D i awansowała do Serie C2. W sezonie 2008/2009 również z pierwszej pozycji awansowała do Serie C1.

## Reprezentanci kraju grający w klubie
- Atilio Demaria
- Guido Corbelli
- Francesco Rizzo
- Michele Padovano
- Giorgio Venturin
- Francesco Statuto
- Stefano Fiore
- Cristiano Lucarelli
- Antonio Manicone
- Gianluigi Lentini
- Massimo Margiotta
- Christian Manfredini
- Rubén Maldonado
- Paulo da Silva
- Mark Edusei
- Pavel Srníček
- Marius Stankevičius